# Thelypteris simulata
Thelypteris simulata là một loài thực vật có mạch trong họ Thelypteridaceae. Loài này được (Davenp.) Nieuwl. miêu tả khoa học đầu tiên năm 1910.

## Hình ảnh

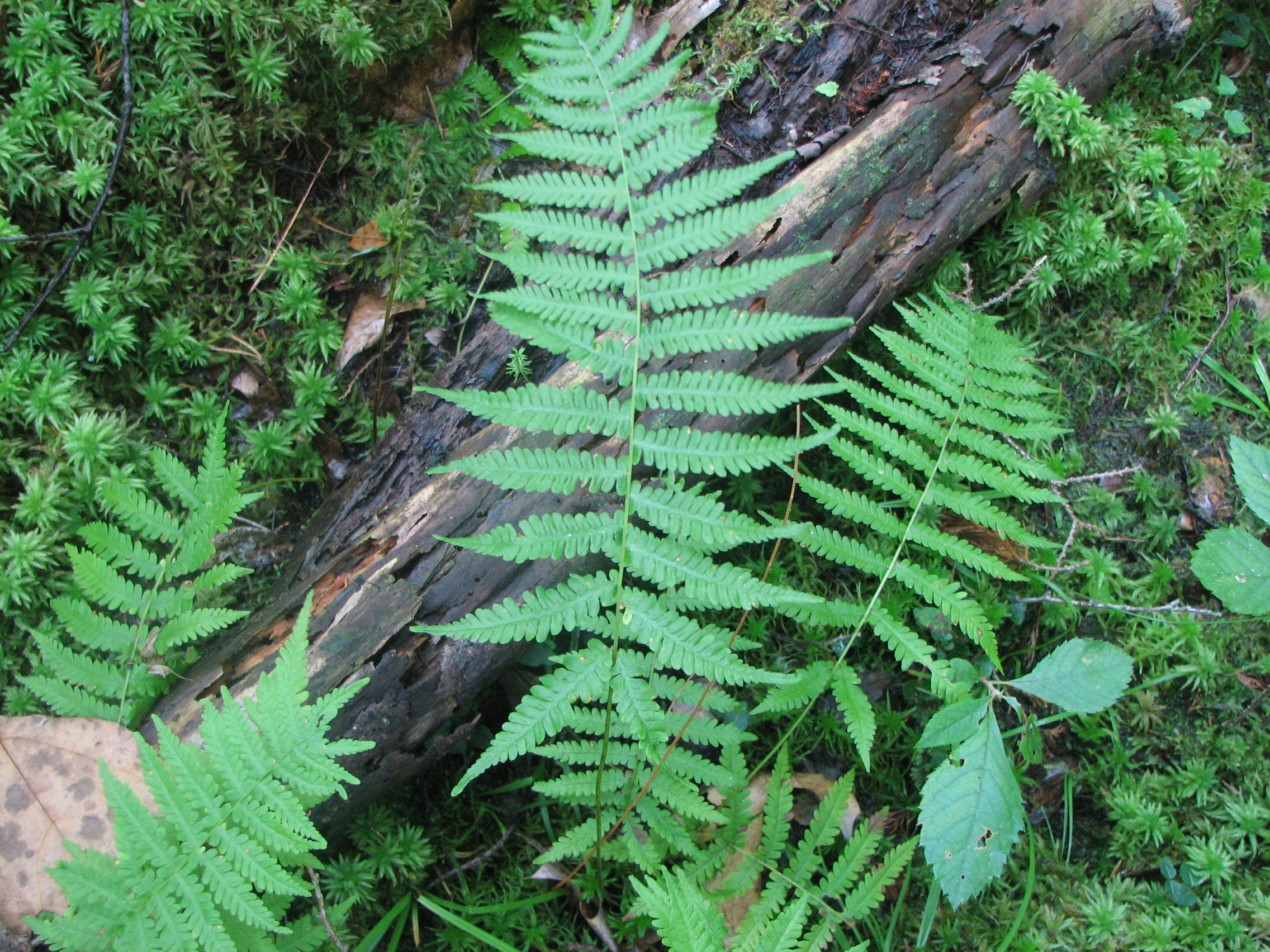